# 小さな唇
小さな唇（ちいさなくちびる）は、1978年に公開された、イタリアとスペインの合作映画。戦争で心と体を病んだ青年が一人の少女に惹かれ、そして破滅する様子を描く。

## キャスト
- ポール：ピエール・クレマンティ
- エヴァ：カティア・バーガー
- フランツ：ウーゴ・ボローニャ
- クリスタ：バーバラ・レイ